# Djupsjön (Sundsjö socken, Jämtland, 698738-147249)
Djupsjön är en sjö i Bräcke kommun i Jämtland och ingår i Ljungans huvudavrinningsområde. Sjön har en area på 1,21 kvadratkilometer och ligger 328 meter över havet. Sjön avvattnas av vattendraget Djupsjöbäcken.

## Delavrinningsområde
Djupsjön ingår i det delavrinningsområde (698670-147378) som SMHI kallar för Utloppet av Djupsjön. Medelhöjden är 371 meter över havet och ytan är 8,99 kvadratkilometer. Det finns inga avrinningsområden uppströms utan avrinningsområdet är högsta punkten. Djupsjöbäcken som avvattnar avrinningsområdet har biflödesordning 4, vilket innebär att vattnet flödar genom totalt 4 vattendrag innan det når havet efter 214 kilometer. Avrinningsområdet består mestadels av skog (68 procent). Avrinningsområdet har 1,3 kvadratkilometer vattenytor vilket ger det en sjöprocent på 14,5 procent.